# Tik Tok (chanson)
Vous lisez un « bon article » labellisé en 2011.
Pour l'application mobile, voir TikTok.
Pour les articles homonymes, voir Tick Tock.
Singles de Kesha
Right Round
(2009) Blah Blah Blah
(2010)
Pistes de Animal
Your Love Is My Drug
(1) Take It Off
(3)
Tik Tok (stylisé en TiK ToK) est une chanson de l'artiste américaine Kesha. La chanson est produite par Benny Blanco et Dr. Luke et coécrite par Benny Blanco, Dr Luke et Kesha. Le single sort le 7 août 2009 et est le premier de son premier album intitulé Animal. Au début, les paroles de la chanson étaient censées parler de l'état de Kesha quand elle rentre d'une soirée arrosée. Elle a l'habitude d'écrire quelques mots d'une chanson, puis le lendemain matin, elle se réveille et raconte son histoire. Les premières paroles viennent d'une expérience vécue dans laquelle Kesha s'est réveillée un matin entourée de « belles femmes », cela lui faisait penser à Diddy dans un scénario similaire. Globalement, les paroles disent de ne rien laisser tomber.
Tik Tok reçoit des avis très partagés de la part des critiques musicales professionnelles. Plusieurs d'entre elles clament que les paroles représentent les célébrations de tout genre et le mode de vie fêtard, d’autres affirment que le morceau est très « irritant » et qu’il ressemble trop aux précédents singles de chanteuses comme Lady Gaga et Uffie. Malgré cela, la chanson obtient un immense succès commercial, trônant sur les hit-parades de plus de douze pays différents. La piste est particulièrement populaire aux États-Unis où elle devient le single ayant accumulé le plus de ventes numériques en une semaine, à la suite de ses 610 000 copies écoulées. En juillet 2010, il est confirmé que le single s’est vendu à plus de cinq millions exemplaires numériques aux États-Unis. Par la suite le single est certifié septuple disque de platine au Canada, quintuple disque de platine aux États-Unis et en Autriche, quadruple disque de platine en Australie, double disque de platine en Espagne, Italie et Nouvelle-Zélande, disque de platine en Allemagne, Danemark et Suisse, et disque d'or en Belgique (Flandre et Wallonie), Finlande, France, Japon et Suède.
Le clip est réalisé par Syndrome et débute lorsque Kesha se réveille dans une salle de bains qui ne lui appartient pas puis sort et rejoint une fête. Il se termine ensuite lorsque Kesha s'endort dans une autre salle de bain différente. La chanson a été reprise maintes fois. La chanteuse l'interprète durant Saturday Night Live, The Ellen DeGeneres Show et les MTV Europe Music Awards.

## Genèse
Tik Tok est écrite par Kesha, Dr Luke et Benny Blanco et produite par Luke et Blanco. La chanson prend trois séances d'enregistrement au Conway Recording Studios à Los Angeles en Californie aux États-Unis,. Kesha plaisante en disant qu'elle « rappe comme une blonde » sur le rythme. À un moment, elle voulait réécrire les couplets de la chanson car elle pensait qu'ils n'étaient pas drôles.

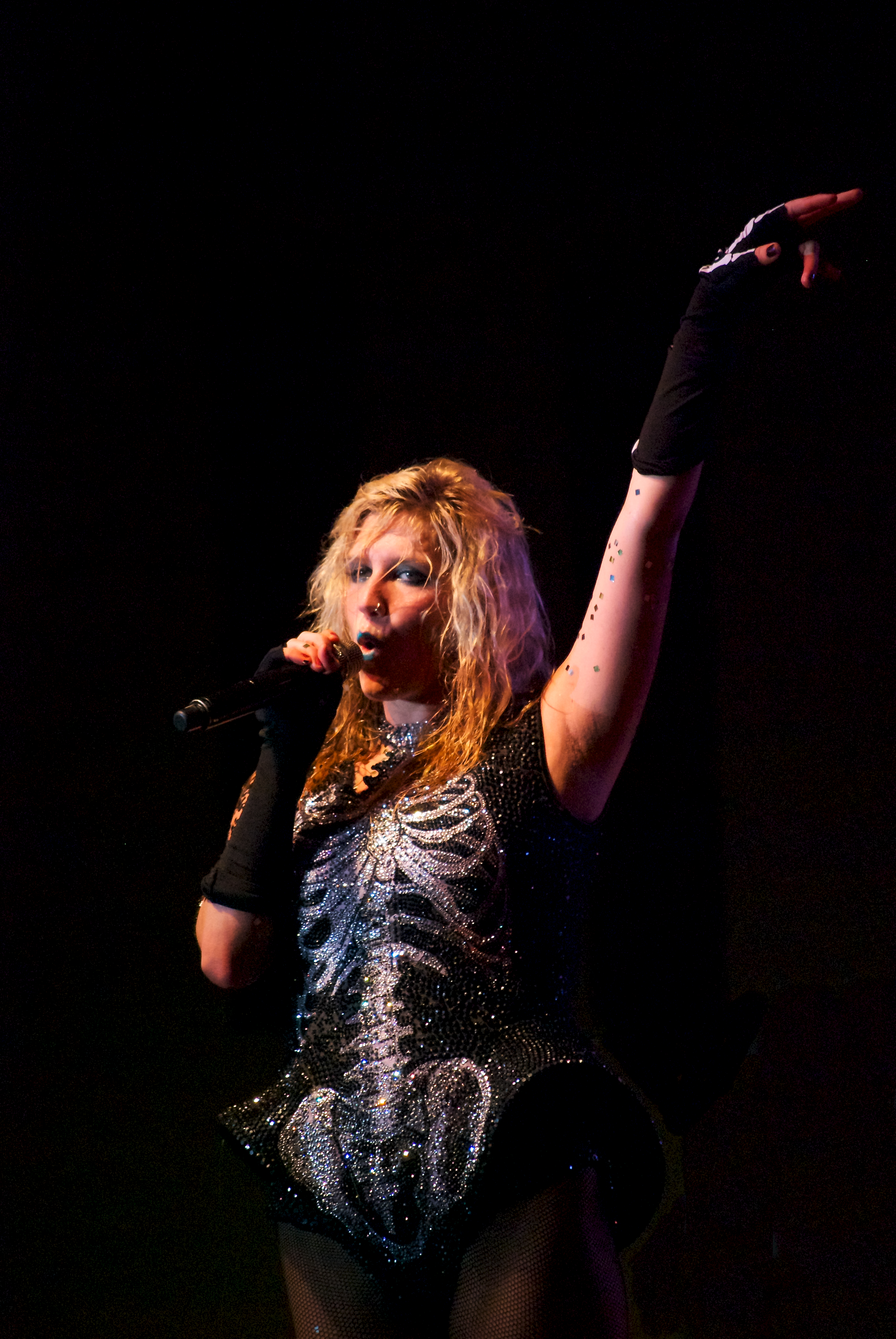
Kesha interprétant Tik Tok en 2011 dans le cadre de sa première tournée, Get Sleazy Tour.

Pour la chanson, Kesha dit qu'elle s'inspire de ses soirées arrosées desquelles elle rentre chez elle à moitié saoule. Elle a l'habitude d'écrire quelques mots d'une chanson, puis le lendemain matin, elle se réveille et a besoin de raconter son histoire. Les premières paroles viennent d'une expérience dans laquelle elle s'est réveillée entourée de « belles femmes », et elle a imaginé Diddy dans un scénario similaire. Kesha décrit plus le thème de la chanson dans une interview, soulignant ce qui est tiré de son propre mode de vie :

« Nous [Kesha et ses amis] sommes tous jeunes et fauchés et ce n'est pas grave. Nous pouvons trouver des vêtements dans la rue et avoir un look fantastique, puis le modifier. Si nous n'avons pas de voitures cela ne nous arrête pas car nous prenons le bus. Si nous ne pouvons pas boire, nous apporterons des bouteilles par nos propres moyens. Il s'agit tout simplement de ne rien laisser tomber. »

## Structure musicale et parole
Tik Tok est une chanson dance-pop au rythme rapide, qui insère des éléments electropop dans le rythme,,. Elle utilise d'une façon minimaliste un « rythme de jeu vidéo » avec des sons d'applaudissements et de synthétiseurs. Le refrain de la chanson utilise du rap, renforcé par un Auto-Tune,. Au niveau des paroles, la chanson aborde « les plaisirs excessif, d'alcool, d'hommes ». Kesha se reconnait dans cette chanson expliquant qu'il s'agit « de [sa] vie. C'est 100 % moi ». À certains endroits elle reprend quelques paroles de Diddy (« Hey, what up girl? » et « Let's Go »),. Selon la publication Musicnotes.com par Alfred Publishing, la chanson se situe dans une signature rythmique commune 4/4 avec un tempo modéré de 120 pulsations par minute. La chanson se compose dans une tonalité de Ré mineur. La gamme vocale de Kesha s'étend des notes Ré3 à Ré5.
Le rap de Kesha est inspiré, pour Dr Luke par les Beastie Boys, Beck, et Weezer. Kesha affirme que la création de la chanson n'aurait été faite si ce n'était pas pour influencer sa musique. Alors que la chanson était finie, elle la retravaille à nouveau en ajoutant le rap. Elle explique cela ainsi « J'ai fait de la country, fait du pop-rock, de l'electro… Je me suis dit, peu importe, mettons un peu de rap ici ». La musique est comparée à la chanson Just Dance de Lady Gaga, pour sa composition et un contexte similaire, et à Fergie pour la façon de rapper.

## Accueil

### Critique

Tik Tok est comparé à en de Lady Gaga.

La chanson reçoit des critiques assez diverses. Kelsey Plaine de Billboard décrit la piste comme étant « une lettre d’amour aux DJs du monde entier, avec ses clappements de mains qui créent un véritable crescendo, tout est là pour faire un mélange de pop et de dance ». Jim Farber du New York Daily News affirme quant à lui que la piste est « un récent mais à l’apparence vielle titre de dance qui nous donne simplement le goût de posséder tout ce qui est ‘fillette’ et auquel on ne peut résister ». Fraser McAlpine de BBC note quelques similarités avec Just Dance de Lady Gaga et leurs manières de faire la fête mais admet « qu'elle la fait un peu mieux ». Billy Johnson Jr de Yahoo! compare Tik Tok au succès des années 1980 de L’Trimm, Cars that Go Boom, et note que Kesha « utilise les styles vocaux de L’Trimm pour sa propre popularité ». Nick Levine de Digital Spy donne une note de 4/5 étoiles à la chanson, disant qu’elle donne à Kesha une image de « coquine », déclarant aussi que les paroles sont bonnes et que le style « automatique » qu’utilise Dr Luke, le producteur, sont amusants et donnent un air « joyeux, très ‘rose’ et électro » au morceau.
Jonah Weiner du Slate Magazine donne une note négative à la piste, disant qu’ « elle représente tout ce qui peut être faux et tente d’adopter un charme qui se révèle être profondément irritant ». Il continue sur sa lancée négative, comparant le titre aux travaux d’autres artistes, affirmant que « les versets raps sont comme ceux que Fergie pourrait chanter, mais en moins bonne qualité, un peu comme quelque chose qui est périmé, mais que les gens continuent de consommer ». Winer poursuit ses comparaisons, cette fois-ci plaidant que le titre semble être une suite du premier single de Lady Gaga, Just Dance, disant que « Tout comme Gaga dans Just Dance, Kesha se réveille pour boire, puis boit et trouve une bonne chanson sur laquelle danser et se retrouve ivre à la fin ».  De son côté, Jon Caramanica du The New York Times décrit la chanson en révélant qu’à ses yeux elle est « un hommage presque hippie et lubrique conçu uniquement pour les soirées tardives et les matinées sans fin ». Il ajoute que « plusieurs ont comparé Kesha, négativement, à Uffie, qui est la pionnière de la musique électronique française et dont sa musique sass-rap précède Kesha d’une époque entière ». Bien qu’en désaccord avec cette précédente comparaison, il trouve que « Si quelqu’un trouve une parcelle de déjà-vu dans Tik Tok, il s’agit probablement que vous avez entendu le premier succès de Lady Gaga, Just Dance, dont la mélodie de Tik Tok et son sujet global sont inspirés ».

### Commercial
Dans la semaine du 5 octobre 2009, Tik Tok fait sa première apparition dans le hit-parade néo-zélandais à la septième place. La semaine suivante, elle se déplace directement à la première position, et y reste pendant plus de cinq semaines consécutives. La piste se classe par la suite dans le continent américain, plus précisément au Canada, où elle débute au 67e rang dans le Canadian Hot 100. Son ascension se fait rapide et sept semaines après son entrée elle atteint la place suprême du palmarès, où elle reste pendant plus de 9 semaines non-consécutives. La chanson atteint également de hauts sommets dans le hit-parade australien où elle commence par se positionner, dans le ARIA Charts, au 26e numéro puis deux semaines plus tard au premier. À travers l’Europe, le morceau se positionne d’abord en Suède dans la semaine du 23 octobre 2009 à la 38e place puis quelque temps plus tard à la troisième. La chanson débute à la 39e position du hit-parade danois puis grimpe jusqu'à la troisième. En Norvège, elle débute à la onzième place et atteint également la troisième. Le titre s’empare également du palmarès belge, se positionnant respectivement à la place suprême chez les francophones puis quatrième chez les néerlandophones,. En Finlande, la piste  débute sa montée au 60e numéro et atteint son apogée quelques semaines plus tard, le troisième rang. Le 8 novembre 2009, elle se classe pour la première fois au Royaume-Uni à la 6e position et le 3 janvier 2010, soit trois mois plus tard, elle atteint ultimement la première place, dû uniquement à ses forts téléchargements numériques. Il est confirmé en février 2010 que le morceau s’est écoulé à plus de 440 000 exemplaires dans ce même pays.
Dans la semaine du 24 octobre 2009, Tik Tok débute dans le Billboard Hot 100, le hit-parade américain, au 79e rang. Longtemps après sa première apparition, le 2 janvier 2010, le titre atteint la première position du palmarès, devenant ainsi le premier numéro un de la décennie, et y reste pendant plus de neuf semaines consécutives. La chanson devient également le premier single solo numéro un de la chanteuse, et le second en incluant sa collaboration avec Flo Rida, Right Round, qui en 2009 trône elle aussi aux États-Unis bien que Kesha n’y soit pas officiellement créditée en Amérique du Nord. Dans la semaine du 27 décembre 2009, Tik Tok brise un nouveau record aux États-Unis en ayant vendu plus de 610 000 copies numériques de son single, ce qui en fait l’artiste féminine ayant vendu le plus d’exemplaires numériques d’une même piste depuis 2003, battant ainsi Right Round qui détenait anciennement le record. En août 2010, le morceau accumule plus de 5 078 000 copies écoulées aux États-Unis seulement, devenant la septième chanson la plus vendue mondialement dans l’histoire numérique. À la fin de l'année 2010, le magazine Billboard sacre Tik Tok comme chanson de l'année.

## Clip vidéo
Le vidéoclip est réalisé par Syndrome, filmé en juin 2009. et commence au moment où Kesha sort d'une baignoire en titubant et commence à prendre une brosse à dents dans les toilettes. Elle descend les escaliers en regardant les photographies accrochées au mur. Kesha avance vers la cuisine, et surprend une famille en train de prendre son petit déjeuner. Elle hausse les épaules et commence à sortir de la maison avec la famille qui la suit. Quand elle arrive sur le trottoir, elle prend un vélo contre une clôture et s'éloigne. Kesha s'approche d'un groupe d'enfants et leur échange le vélo contre leur poste de radio. La vidéo se poursuit sur une autre scène où Kesha rejette un garçon et monte dans une voiture avec un homme interprété par Simon Rex qui conduit une Trans Am 1978. Ils sont arrêtés par la police qui menotte Kesha. La scène se poursuit et Kesha chante debout dans la voiture avec les menottes accrochées à une main. La scène suivante montre Kesha dans une salle vide où il tombe de l'argent. Elle assiste à une fête avec Rex dans la dernière scène. La vidéo se termine quand Kesha se réveille dans une autre baignoire. La voiture utilisée dans le clip est à Kesha et le clip est tourné dans son ancien quartier. La dernière scène est tournée dans la maison d'un de ses amis intitulée « The Drunk Tank ».

## Promotion et interprétations scéniques

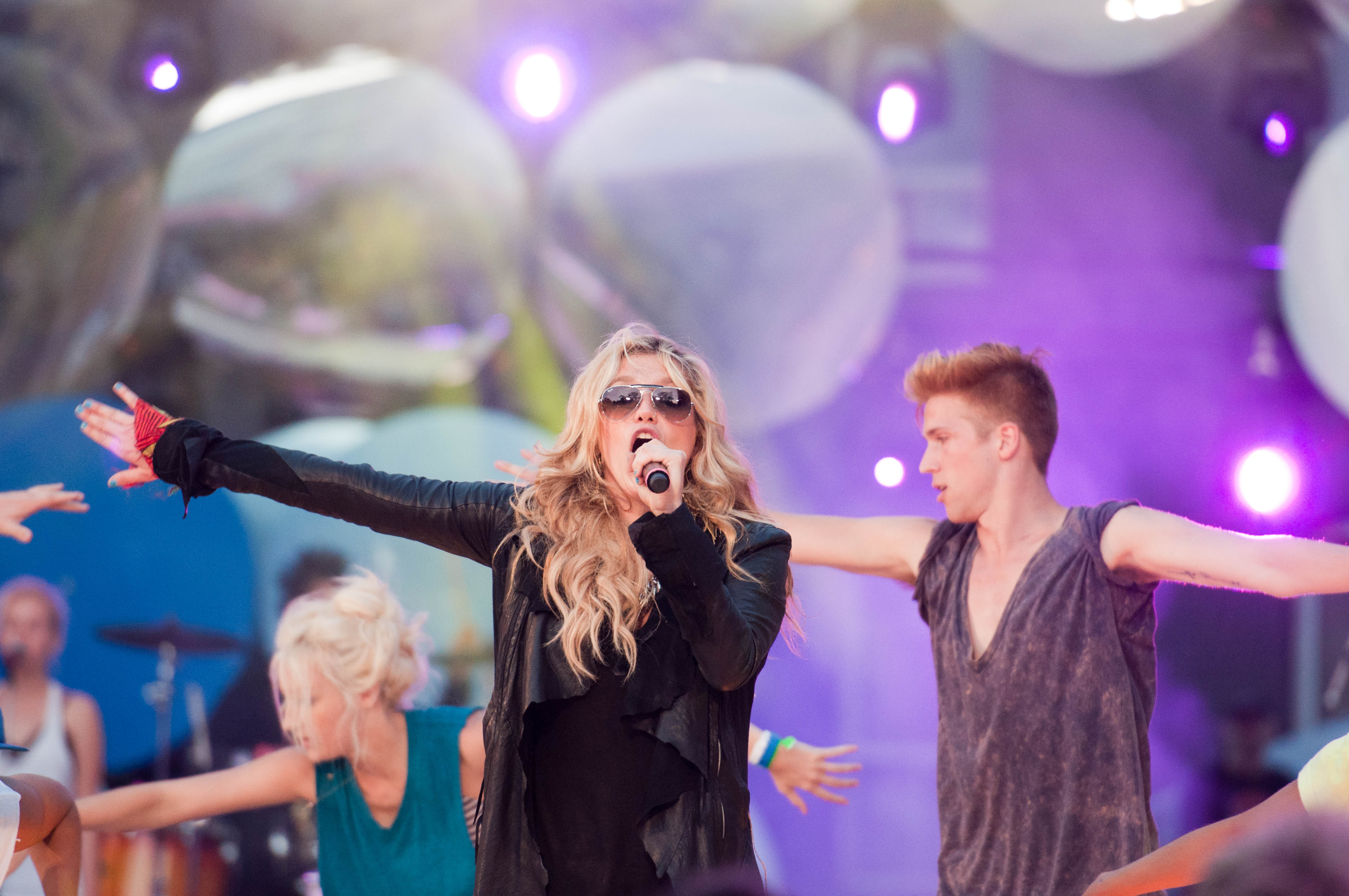
Kesha chantant Tik Tok lors des Much Music Video Awards en juin 2010.

Tik Tok est principalement promu via la télévision. Elle est interprétée dans la saison six du Projet Haute Couture et aussi dans un des épisodes de Melrose Place : Nouvelle Génération. La chanson est également chantée dans la télé-réalité The Hills, dans le film Percy Jackson : Le Voleur de foudre et enfin dans Le Chasseur de primes. Le morceau est utilisé pour la musique d’ouverture d’un des épisodes, L'Œil sur la ville, du dessin animé populaire Les Simpsons. Lors de cette séquence, chacun des personnages de la famille Simpsons chante un extrait du titre,. Le morceau a été utilisé pour la musique de fin du film Puyo Puyo : le film.
Toujours dans le but de promouvoir son single, Kesha l’a interprété dans plusieurs cérémonies et émission musicale autour du monde. Tout d’abord dans un épisode spécial de MTV Push, un programme diffusé mondialement par MTV Networks,. Elle interprète par la suite la piste sur le plateau de la cérémonie allemande, les Echo Awards puis un peu plus tard dans l’émission canadienne MuchOnDemand,. La chaîne BBC a également accueilli la chanteuse où elle interprète le morceau dans le cadre de la capsule Radio 1’s Big Weekend. Le 29 mai 2010, elle chante un medley de Tik Tok et Your Love Is My Drug pour les MTV Video Music Awards Japan.
Kesha s’est aussi produite sur de nombreux talk-show, autant américain que de d’autres nationalités, et y interprète le titre, entre autres dans It’s On with Alexa Chung, The Wendy Williams Show, Lopez Tonight, Late Night with Jimmy Fallon, The Tonight Show with Conan O’Brien et enfin The Ellen DeGeneres Show,. Dans cette même gamme d’émission, elle chante la piste le 17 avril 2010 dans Saturday Night Live et le 13 août de la même année dans le programme de NBC, Today. Tik Tok est utilisée dans la compétition Miss USA 2010 comme numéro d'ouverture.
Le 7 novembre 2010, Kesha interprète la chanson aux MTV Europe Music Awards accompagnée de ses danseurs. Le pont de la chanson a été modifié pour donner « l'atmosphère musicale d'un ampli ».

## Postérité
La chanson est parodiée par le groupe musical d’humour The Midnight Beast. La parodie traite sur des sujets assez tabous comme l’envie des jeunes de nos jours de voir des corps de femmes nues et de la possibilité d’éviter la colère des parents d’adolescents. Après que Kesha ait visionné la version adaptée, elle écrit un message sur son compte Twitter disant, « Bon dieu, c’est presque meilleur que ma propre version ». Sorti sur ITunes le 15 janvier 2010, le titre atteint la quatrième position du hit-parade officiel australien et la 39e du Irish Singles Chart, qui représente les ventes de singles en Irlande,.

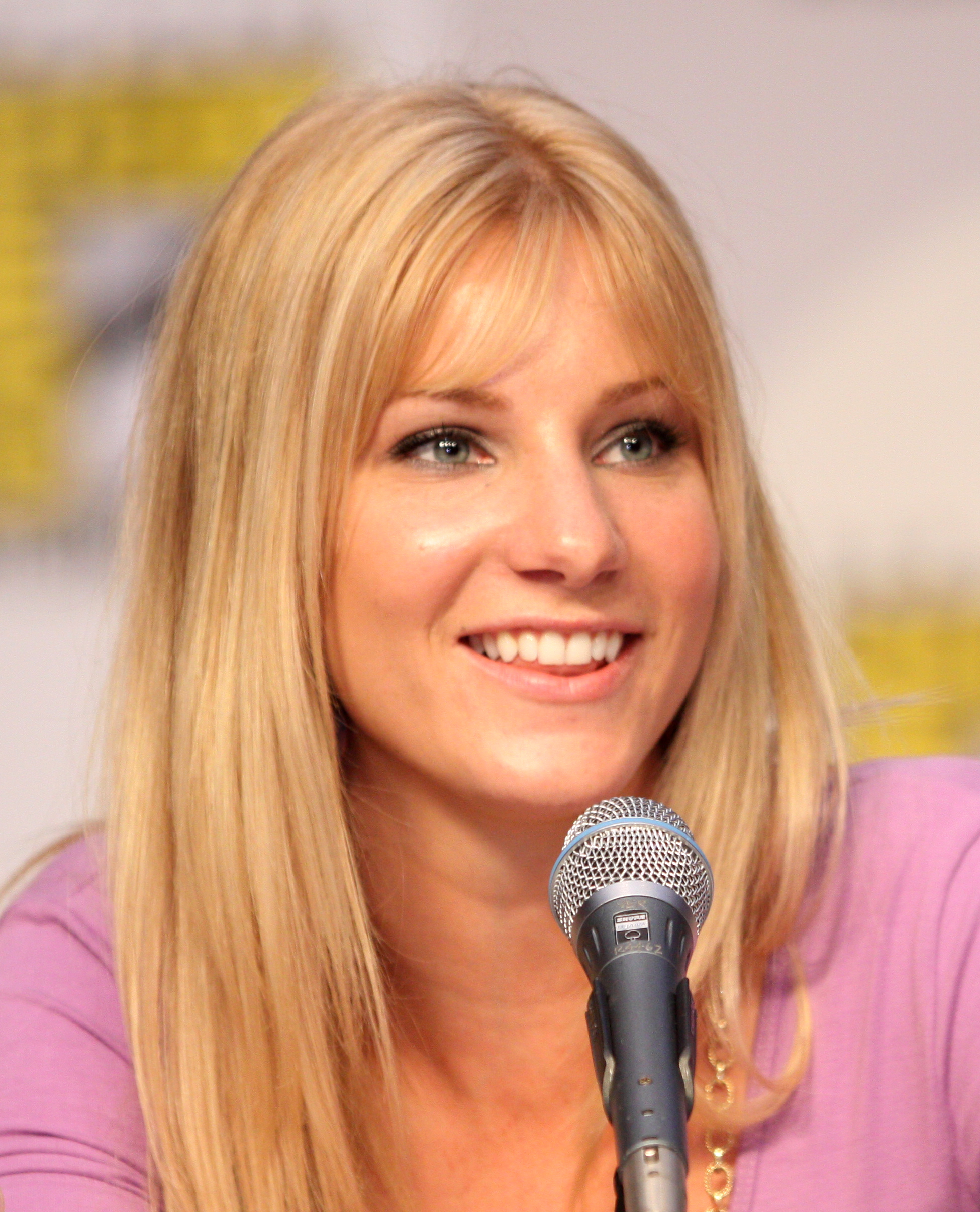
Heather Morris, qui incarne Brittany Pierce dans la série télévisée Glee, interprète la chanson dans l'épisode Bonjour ivresse.

Une seconde parodie fait son apparition lorsque des soldats de Tsahal, les forces israéliennes, créent en 2010 une chaine sur YouTube nommée IDF Tik Tok qui montre plusieurs adaptations de chansons de la culture populaire chorégraphiées et dansées par des soldats. Celle de Tik Tok montre six soldats d’infanterie lors d’une patrouille à Hébron, marchant dans une rue de la ville, habillés de leur tenue de combat et complètement armés,,,, puis lorsque la piste se met à jouer, ils dansent une chorégraphie créée par ceux-ci,,,,,.
Dans la série télévisée Glee, la chanson est interprétée dans l'épisode 14 de la saison 2 Bonjour ivresse par le personnage Brittany Pierce incarné par l'actrice Heather Morris. L'épisode aborde la consommation d'alcool et ses dangers. Les membres du Glee Club doivent sensibiliser les élèves du lycée au danger de l'alcool, Tik Tok est interprétée à cette occasion,. Todd VanDerWerff de The A.V. Club trouve que la présence de la chanson dans l'épisode est superflue, et qu'il s'agit d'une excuse pour mettre une chanson de Kesha dans Glee. VanDerWerff néanmoins, ne remet pas en question la prestation de Morris en expliquant qu'il a « VRAIMENT aimé Heather Morris sur Tik Tok ». Sandra Gonzalez de Entertainment Weekly fait l'éloge de la chorégraphie de Brittany et plus généralement de son interprétation de la chanson, elle écrit, « La grande star de ce numéro est clairement Brittany, qui semaine après semaine prouve qu'elle a besoin d'être mise en avant dans les interprétations et le scénario ». Gonzalez donne à cette reprise un B. Elle explique qu'il s'agit d'un « divertissement marrant », jusqu'au moment où il y a du « vomi qui est un peu de trop ». Erica Futterman de Rolling Stone explique qu'elle « aime Brittany que comme il le faut », elle espère cependant que les personnages Rachel ou Mercedes prennent le micro. Elle poursuit que « l'interprétation est moins risquée que Push It » dans l'épisode 2 de la saison 1 Tout le Monde Adore le Disco, et que cette chanson porte plus à « controverse quand Brittany vomit sur Rachel et que Santana vomit aussi ».

## Liste des pistes
| - CD single au Royaume-Uni 1. Tik Tok – 3:20 2. Tik Tok (Tom Neville's Crunk & Med Mix) – 6:53 - CD single aux États-Unis 1. Tik Tok – 3:20 | - CD maxi single au Royaume-Uni 1. Tik Tok – 3:20 2. Tik Tok (Fred Falke Club Remix) – 6:42 3. Tik Tok (Chuck Buckett's Verucca Salt Remix Remix) – 4:55 4. Tik Tok (Tom Neville's Crunk & Med Mix) – 6:53 5. Tik Tok (Untold Remix) – 5:01 |

## Crédits et personnels
| - Chant - Kesha - Auteurs – Kesha Sebert, Lukasz Gottwald, Benjamin Levin - Production – Lukasz Gottwald, Benjamin Levin - Instruments et programmation – Lukasz Gottwald, Benjamin Levin - Enregistrement – Lukasz Gottwald, Benjamin Levin - Ingénieurs du son – Emily Wright, Sam Holland - Montage vocal – Emily Wright - Assistant – Tatiana Gottwald - Coordinateur de production – Gary Silver | - Assistante de production – Vanessa Silberman - A&R – Rani Hancock pour RCA Records - Mixage – Serban Ghenea au Mixstar Studios, Virginia Beach, Virginie, États-Unis - Mastering – Chris Gehringer au Starling Sound, New York, New York, États-Unis - Ingénieur du son – John Hanes - Assistant ingénieur du son – Tim Roberts - Management – Ken Levitan, Jack Rovner, Emily Burton et Nicki Loranger pour Vector - Directeur de la création – Erwin Gorostiza - Directeur artistique – Anita Marisa Boriboon |

Crédits extraits du livret de l'album Animal, RCA Records.

## Classements, certifications et successions
| Classement (2009-2010)                  | Meilleure position |
| --------------------------------------- | ------------------ |
| Allemagne (Media Control AG)            | 1                  |
| Australie (ARIA)                        | 1                  |
| Autriche (Ö3 Austria Top 40)            | 1                  |
| Belgique (Flandre Ultratop 50 Singles)  | 4                  |
| Belgique (Wallonie Ultratop 50 Singles) | 1                  |
| Canada (Hot 100)                        | 1                  |
| Corée du Sud (GAON International)       | 1                  |
| Danemark (Tracklisten)                  | 3                  |
| Espagne (PROMUSICAE)                    | 5                  |
| États-Unis (Hot 100)                    | 1                  |
| États-Unis (Pop Airplay)                | 1                  |
| États-Unis (Dance Club Songs)           | 11                 |
| États-Unis (Adult Pop Songs)            | 14                 |
| Finlande (Suomen virallinen lista)      | 2                  |
| France (SNEP)                           | 1                  |
| Hongrie (Rádiós Top 40)                 | 2                  |
| Hongrie (Dance Top 40)                  | 4                  |
| Irlande (IRMA)                          | 3                  |
| Israël (Media Forest)                   | 1                  |
| Italie (FIMI)                           | 2                  |
| Japon (Hot 100)                         | 3                  |
| Pays-Bas (Nederlandse Top 40)           | 2                  |
| Nouvelle-Zélande (RMNZ)                 | 1                  |
| Norvège (VG-lista)                      | 1                  |
| Pologne (Dance Top 50)                  | 5                  |
| Slovaquie (IFPI Rádio)                  | 2                  |
| Suède (Sverigetopplistan)               | 3                  |
| Suisse (Schweizer Hitparade)            | 1                  |
| Tchéquie (IFPI Rádio)                   | 2                  |
| Royaume-Uni (UK Singles Chart)          | 4                  |

| Classement (2009)      | Position |
| ---------------------- | -------- |
| Australie              | 9        |
| Canada                 | 76       |
| Nouvelle-Zélande       | 4        |
| Pays-Bas               | 90       |
| Royaume-Uni            | 45       |
| Allemagne              | 10       |
| Classement (2010)      | Position |
| Australie              | 12       |
| Belgique               | 3        |
| Canada                 | 2        |
| France                 | 5        |
| Europe                 | 2        |
| Japon                  | 21       |
| Pays-Bas               | 99       |
| Suisse                 | 6        |
| États-Unis (Hot 100)   | 1        |
| États-Unis (Pop Songs) | 1        |

| Classement (2000-2009) | Position |
| ---------------------- | -------- |
| Australie              | 42       |

| Pays                     | Certification |
| ------------------------ | ------------- |
| Allemagne (BVMI)         | Platine       |
| Australie (ARIA)         | 4 × Platine   |
| Autriche (IFPI)          | 5 × Platine   |
| Belgique (BEA)           | Or            |
| Canada (Music Canada)    | 7 × Platine   |
| Danemark (IFPI)          | Platine       |
| Espagne (Promusicae)     | 2 × Platine   |
| États-Unis (RIAA)        | 5 × Platine   |
| Finlande (IFPI)          | Or            |
| France (SNEP)            | Or            |
| Italie (FIMI)            | 2 × Platine   |
| Japon (RIAJ)             | Or            |
| Nouvelle-Zélande (RIANZ) | 2 × Platine   |
| Suède (GLF)              | Or            |
| Suisse (IFPI)            | Platine       |

## Historique de sortie
| Région           | Date             | Format                   |
| ---------------- | ---------------- | ------------------------ |
| États-Unis       | 7 août 2009      | Téléchargement numérique |
| Australie        | 7 août 2009      | Téléchargement numérique |
| Canada           | 7 août 2009      | Téléchargement numérique |
| Mexique          | 7 août 2009      | Téléchargement numérique |
| Norvège          | 7 août 2009      | Téléchargement numérique |
| Nouvelle-Zélande | 7 août 2009      | Téléchargement numérique |
| Suède            | 7 août 2009      | Téléchargement numérique |
| Europe           | 15 août 2009     | Téléchargement numérique |
| Royaume-Uni      | 27 novembre 2009 | Téléchargement numérique |
| Italie           | 29 novembre 2009 | Téléchargement numérique |
| Allemagne        | 8 janvier 2010   | Téléchargement numérique |
| Belgique         | 8 janvier 2010   | Téléchargement numérique |

## Compléments
- (en) Cet article est partiellement ou en totalité issu de l’article de Wikipédia en anglais intitulé « Tik Tok (song) » (voir la liste des auteurs).